# Antonio Tolentino
Antonio Tolentino (Santa Maria Capua Vetere, 13 giugno 1978) è un ex militare italiano, Carabiniere Ausiliario dell'Arma dei Carabinieri, insignito di Medaglia d'oro al valor civile.